# Vần luật (kiến trúc)
Vần luật trong kiến trúc, còn gọi là nhịp điệu kiến trúc, là một trong những quy luật bố cục không gian kiến trúc cơ bản. Vần luật trong kiến trúc là sự lặp đi lặp lại có quy luật, sự biến hóa có tổ chức các yếu tố bố cục tạo hình kiến trúc cơ bản (như điểm kiến trúc, tuyến (hay đường nét), diện (bề mặt), màu sắc, chất cảm (cảm quan của chất liệu), hình khối, không gian, đơn thể và quần thể kiến trúc), đem lại cho con người một ấn tượng mỹ cảm nhất định. Như vậy, vần luật kiến trúc vừa tạo ra sự thống nhất nhờ việc lặp lại một cách có quy luật các yếu tố tạo hình kiến trúc, nhưng cũng vừa tạo ra sự đa dạng nhờ tính biến hóa có tổ chức trong sắp xếp bố cục kiến trúc.

## Vai trò của vần luật trong ngôn ngữ tạo hình kiến trúc
Vần luật là phương tiện quan trọng trong nghệ thuật tổ hợp kiến trúc, thiếu nó tác phẩm kiến trúc trở nên vô hồn và câm lặng, đồng thời lại hỗn độn vô tổ chức.
Số lượng các chu kỳ của sự nhắc lại (lặp lại) trong vần luật thường phải lớn hơn ba thì mới tạo được hiệu quả thẩm mỹ. Với những số chu kỳ lẻ như 3, 5, 7, 9 tạo thành những đơn vị vần luật kiến trúc không thể chia cắt được. Quy luật này thường được áp dụng trong thức kiến trúc cổ Việt Nam, với các nhà ở truyền thống của người Việt thường là nhà 3 gian, 5 gian, 7 gian... có nhịp điệu lặp lại theo từng gian với những chi tiết thống nhất như cửa bức bàn, lan can con tiện.
Theo Le Corbusier: "Sự thống nhất các thành phần xây dựng là một sự bảo đảm cho thẩm mỹ, tính đa dạng do các đơn vị ở đưa vào kiến trúc sẽ dẫn đến những bố cục lớn, những nhịp điệu kiến trúc chân chính" (đơn vị ở lớn Marseille).

## Các hình thức vần luật trong kiến trúc

### Vần luật liên tục
Vần luật liên tục, còn gọi là nhịp điệu đều hay tiết điệu, là vần luật sinh ra do sự sắp xếp lặp lại một cách liên tục một hay một số loại thành phần cơ bản (đường nét, bề mặt, hình khối, không gian) trong bố cục tạo hình kiến trúc. Khi sự lặp lại chỉ với một loại thành phần cơ bản đặt cạnh nhau thì tạo thành vần luật liên tục đơn giản. Nếu sử dụng, trong mỗi lần lặp đi lặp lại một cách liên tục, nhiều (tức là hai hay một số) loại thành phần cơ bản thì sẽ được vần luật liên tục phức tạp.

### Vần luật tiệm biến
Vần luật tiệm biến, còn gọi là nhịp điệu tăng giảm đều, là vần luật thay đổi dần dần một cách có quy luật, có sự biến thái trong thành phần của nhịp điệu (tức là các yếu tố kích thước, màu sắc, chất liệu,...).

### Vần luật lồi lõm
Nếu vần luật tiệm biến chỉ phát triển đơn hướng hoặc tăng đều hoặc giảm đều, thì vần luật lồi lõm vừa là vần luật tiệm biến (tăng, giảm có quy luật), vừa là vần luật dạng dao động hình sóng, lúc lên lúc xuống, lúc âm lúc dương, lúc hạ thấp lúc đột khởi theo quy luật nhất định.

### Vần luật giao thoa
Vần luật giao thoa hình thành do các thành phần kiến trúc đan chéo nhau, chồng lấn giao thoa với nhau.